# Halenbeck-Rohlsdorf
Halenbeck-Rohlsdorf ist eine Gemeinde im Landkreis Prignitz (Brandenburg). Sie wird vom Amt Meyenburg verwaltet.

## Geografie
Die Gemeinde liegt zirka 16 Kilometer nordöstlich von Pritzwalk und zirka 16 km nordwestlich von Wittstock/Dosse im Nordosten des Landkreises Prignitz. Im Gemeindegebiet entspringt das Flüsschen Dömnitz. Hier liegt auch die Warnsdorfer Höhe mit 153,9 Meter ü. NHN.

## Gemeindegliederung
Zur Gemeinde Halenbeck-Rohlsdorf gehören die bewohnten Gemeindeteile Brügge, Ellershagen, Halenbeck, Rohlsdorf und Warnsdorf sowie die Wohnplätze Brügge-Ausbau und Ellershagen Ausbau.

## Geschichte
Halenbeck und Rohlsdorf gehörten seit 1817 zum Kreis Ostprignitz in der Provinz Brandenburg und ab 1952 zum Kreis Pritzwalk im DDR-Bezirk Potsdam. Seit 1993 liegen beide Orte im brandenburgischen Landkreis Prignitz.
1962 wurden Brügge und Warnsdorf in Halenbeck eingegliedert.
Die Gemeinde Halenbeck-Rohlsdorf entstand am 31. Dezember 2001 aus dem freiwilligen Zusammenschluss der bis dahin selbstständigen Gemeinden Halenbeck und Rohlsdorf.

## Bevölkerungsentwicklung
| Jahr | Halenbeck | Rohlsdorf | Brügge | Warnsdorf |      | Jahr | Halenbeck-Rohlsdorf |
| ---- | --------- | --------- | ------ | --------- | ---- | ---- | ------------------- |
| 1875 | 355       | 289       | 178    | 180       | 2001 | 728  |                     |
| 1890 | 322       | 298       | 151    | 162       | 2005 | 680  |                     |
| 1910 | 288       | 277       | 200    | 185       | 2010 | 601  |                     |
| 1925 | 288       | 329       | 189    | 197       | 2015 | 546  |                     |
| 1933 | 298       | 305       | 219    | 142       | 2016 | 526  |                     |
| 1939 | 301       | 254       | 217    | 126       | 2017 | 508  |                     |
| 1946 | 432       | 546       | 334    | 244       | 2018 | 492  |                     |
| 1950 | 431       | 549       | 317    | 242       | 2019 | 486  |                     |
| 1964 | 778       | 337       | –      | –         | 2020 | 499  |                     |
| 1971 | 698       | 330       | –      | –         | 2021 | 523  |                     |
| 1981 | 571       | 278       | –      | –         | 2022 | 528  |                     |
| 1990 | 546       | 250       | –      | –         | 2023 | 516  |                     |
| 1995 | 510       | 254       | –      | –         | 2024 | 527  |                     |
| 2000 | 523       | 224       | –      | –         |      |      |                     |

Gebietsstand des jeweiligen Jahres, Einwohnerzahl: Stand 31. Dezember (ab 1991), ab 2011 auf Basis des Zensus 2011, seit 2022 auf Basis des Zensus 2022

## Politik

### Gemeindevertretung
Die Gemeindevertretung von Halenbeck-Rohlsdorf besteht aus acht Gemeindevertretern und der ehrenamtlichen Bürgermeisterin. Die Kommunalwahl am 26. Mai 2019 führte zu folgendem Ergebnis:
| Partei / Wählergruppe                        | Stimmenanteil | Sitze |
| -------------------------------------------- | ------------- | ----- |
| Wir für unsere Dörfer                        | 58,4 %        | 5     |
| Neue Perspektiven für unsere 5 Gemeindeteile | 38,1 %        | 3     |
| SPD                                          | 03,5 %        | –     |

### Bürgermeister
- 2003–2008: Hartmut Weckwerth[10]
- 2008–2014: Hans-Jörg Gerbert[11]
- seit 2014: Astrid Eckert[12][13]

Eckert wurde in der Bürgermeisterstichwahl am 9. Juni 2024 mit 60,9 % der gültigen Stimmen für eine weitere Amtszeit von fünf Jahren wiedergewählt.

## Sehenswürdigkeiten
In der Liste der Baudenkmale in Halenbeck-Rohlsdorf stehen die in der Denkmalliste des Landes Brandenburg eingetragenen Baudenkmale.
Im Gemeindeteil Brügge befindet sich eine Feldsteinkirche aus dem 19. Jahrhundert, die als Erstlingswerk des preußischen Architekten Reinhold Persius anzusehen ist.

## Verkehr
Halenbeck-Rohlsdorf liegt an den Landesstraßen L 154 zwischen Pritzwalk und Freyenstein und L 155 nach Pritzwalk. Die B 103 zwischen Meyenburg und Pritzwalk verläuft westlich des Gemeindegebietes.
Südlich des Gemeindegebietes verläuft die A 24 Berlin–Hamburg. Sie ist über die Anschlussstellen Putlitz und Meyenburg zu erreichen. 
Der Bahnhof Brügge (Prign) liegt an der Bahnstrecke Neustadt–Meyenburg. Er wird von der Regionalbahnlinie RB 74 Pritzwalk–Meyenburg bedient.

## Söhne und Töchter der Gemeinde
- Helene Wachsmuth (1844–1931), Schriftstellerin, in Halenbeck geboren